# Arbitre (boxe)
Pour les articles homonymes, voir Arbitre et Arbitre sportif.
Un arbitre de boxe est une personne qui dirige le déroulement d'un combat. Il applique les règles établies en son temps par le Marquis de Queensberry et complétées en fonction des fédérations qui organisent les réunions de boxe.

## Rôle de l'arbitre

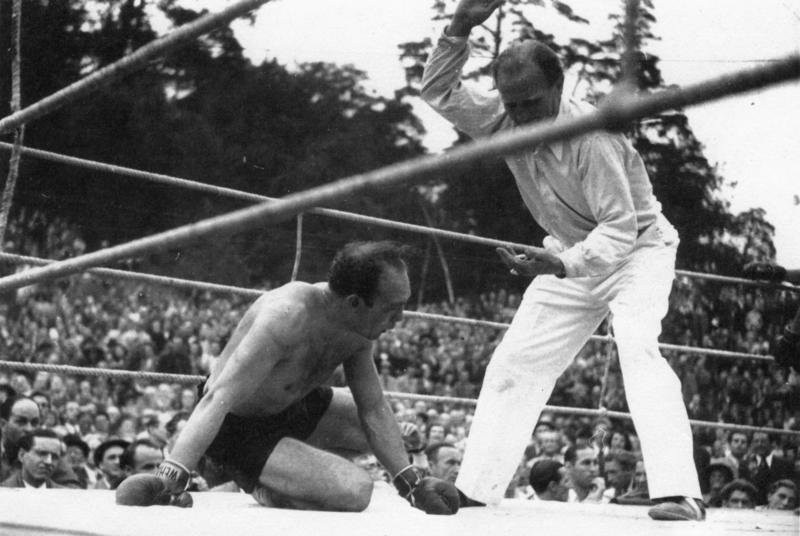
Un arbitre comptant un boxeur

- Donne les instructions aux deux boxeurs avant le combat,
- Détermine lorsqu'un boxeur est à terre s'il doit être compté ou pas et à quel moment commence le compte,
- Donne un avertissement à un boxeur quand il commet une faute (ce qui se traduit par le retrait d'un point dans le cas de fautes importantes ou répétées),
- Signale quand un round est terminé,
- Estime quand la santé d'un boxeur ne lui permet plus de se défendre, et donc, d'arrêter le combat,
- Proclame le verdict du combat.

Par le passé, l'arbitre était également juge du combat. Progressivement, ce rôle a été remplacé par un panel 3 à 5 juges suivant les compétitions. Néanmoins, il est encore fréquent que l'arbitre cumule ces deux fonctions lors des réunions de boxe de faibles envergures.

## Signification des commandements
4 commandements énoncés en anglais sont principalement utilisés lors des combats :
- Time : début ou fin de la reprise,
- Stop : arrêter de boxer,
- Box : reprise du combat,
- Break : séparation d'un corps à corps, chaque boxeur doit faire un pas en arrière avant de reprendre le combat sans commandement de l'arbitre.